# Jędrychowo (Sorkwity)
Jędrychowo [jɛndrɨˈxɔvɔ] (deutsch Heinrichshöfen) ist ein zur Gemeinde Sorkwity (deutsch: Sorquitten) zählendes Dorf in der polnischen Woiwodschaft Ermland-Masuren, Powiat Mrągowski (Kreis Sensburg).

## Geographie
Das Dorf befindet sich drei Kilometer südöstlich der Ortschaft Sorkwity am nördlichen Ufer des Lampaschsee (polnisch Jezioro Lampasz). Die Kreisstadt Mrągowo (Sensburg) liegt neun Kilometer nordöstlich.

## Geschichte

Ehemaliges Gutshaus Heinrichshöfen mit Park

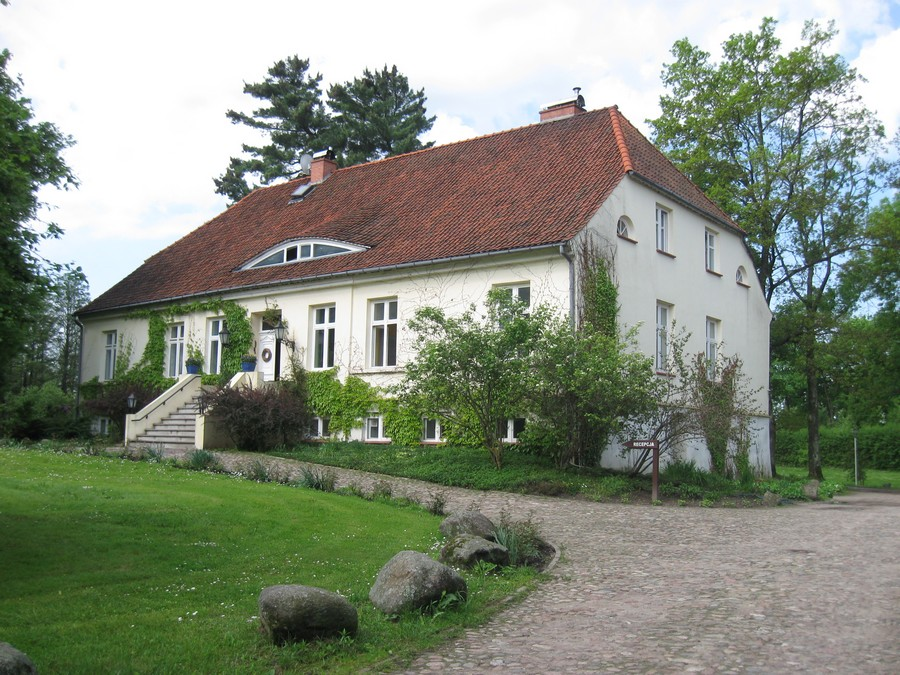
Das alte Gutshaus Heinrichhöfen im Jahre 2011

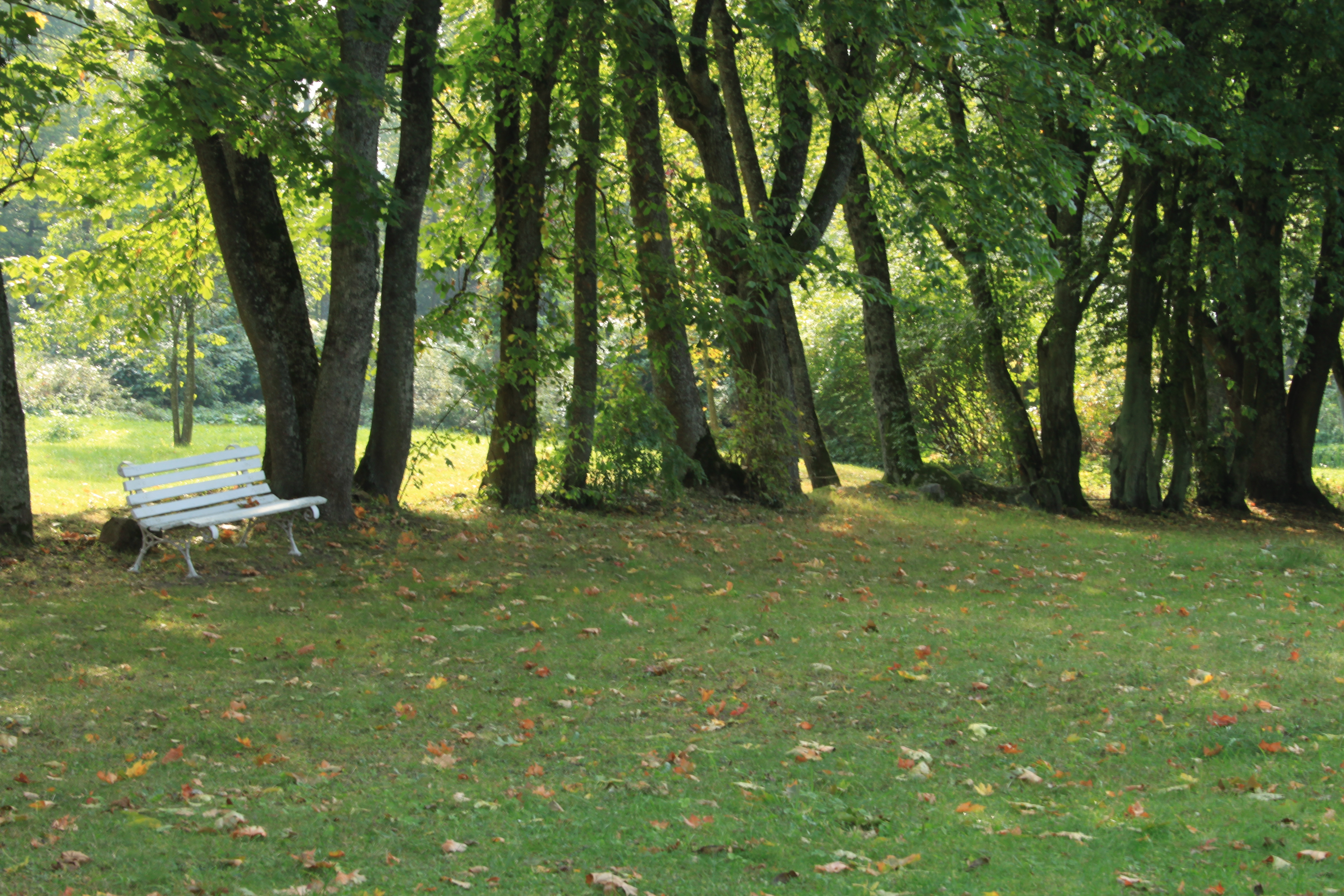
Ehemaliger Gutspark im Jahre 2011

Heinrichshöfen war eines der später sieben Vorwerke des 1379 von Christian und Otto von Oelsen gegründeten Lehnguts Sorquitten. Die Gründung von Heinrichshöfen datiert aus dem Jahr 1621. Mitte des 18. Jahrhunderts entstand dort ein Gutshaus, das im 19. und 20. Jahrhundert mehrfach umgebaut wurde und dann vor allem als Jagd- und Gästehaus diente. 1804 erwarb nach diversen anderen Besitzern Major a. D. von Mirbach das Gut Sorquitten. Nach dessen Tod 1829 fiel das Erbe an seinen Sohn Julius von Mirbach. Dieser kaufte 1865 Gut Heinrichshöfen hinzu.
Zum 8. April 1874 wurde im Zuge einer preußischen Gemeindereform der Amtsbezirk Sorquitten im Kreis Sensburg in der preußischen Provinz Ostpreußen neu gebildet, der mit Heinrichshöfen 14 Landgemeinden  und Gutsbezirken  umfasste.
Am 1. Dezember 1910 lebten in Heinrichshöfen offiziell 139 Einwohner. Aufgrund der Bestimmungen des Versailler Vertrags stimmte die Bevölkerung im Abstimmungsgebiet Allenstein, zu dem Heinrichshöfen gehörte, am 11. Juli 1920 über die weitere staatliche Zugehörigkeit zu Ostpreußen (und damit zu Deutschland) oder den Anschluss an Polen ab. In Heinrichshöfen stimmten 80 Einwohner für den Verbleib bei Ostpreußen, auf Polen entfielen keine Stimmen.
Am 30. September 1928 wurde der Gutsbezirk Heinrichshöfen in die Landgemeinde Janowen eingemeindet. Gleichzeitig wurde die so vergrößerte Gemeinde Janowen in „Heinrichsdorf“ umbenannt.
Nach Ende des Zweiten Weltkrieges 1945 fiel das zum Deutschen Reich (Ostpreußen) gehörende Heinrichshöfen an Polen. Die ansässige deutsche Bevölkerung wurde, soweit sie nicht geflüchtet war, nach 1945 größtenteils vertrieben und neben der angestammten masurischen Minderheit durch Neubürger aus anderen Teilen Polens ersetzt.
Der Ort Heinrichshöfen wurde gemäß der polnischen Schreibung des Namens Heinrich (Jędry) in „Jędrychowo“ umbenannt.
Seit 1996 ist das von einem deutschen Adligen erworbene denkmalgeschützte Gutshaus mit dem 5 Hektar großen Park ein Hotel. Im Park selber steht als Naturdenkmal eine 18 m hohe Magnolie – eines von nur zwei Exemplaren im nördlichen Polen.
Aus deutscher Zeit gibt es in Jędrychowo einen noch relativ gut erhaltenen Waldfriedhof.
Heute ist Jędrychowo Sitz Schulzenamtes (polnisch Sołectwo) und als solches eine Ortschaft im Verbund der Landgemeinde Sorkwity (Sorquitten) im Powiat Mrągowski (Kreis Sensburg), bis 1998 der Woiwodschaft Olsztyn, seither der Woiwodschaft Ermland-Masuren zugehörig. Im Jahre 2011 zählte das Dorf 124 Einwohner.

## Kirche
Bis 1945 war Heinrichshöfen in die evangelische Kirche Sorquitten in der Kirchenprovinz Ostpreußen der Kirche der Altpreußischen Union sowie in die katholische St.-Adalbert-Kirche Sensburg im  damaligen Bistum Ermland eingepfarrt. Heute gehört Jędrychowo zur evangelischen Pfarrei Sorkwity in der Diözese Masuren der Evangelisch-Augsburgischen Kirche in Polen, außerdem zur katholischen Pfarrei Sorkwity im jetzigen Erzbistum Ermland in der polnischen katholischen Kirche.

## Verkehr
Jędrychowo liegt südlich der polnischen Landesstraße 16 (einstige deutsche Reichsstraße 127) und ist von ihr von Sorkwity aus über eine Nebenstraße in Richtung Rodowo (Rodowen, 1928 bis 1945 Heinrichsdorf, Abbau) zu erreichen. Auch von Janowo (Janowen, 1928 bis 1945 Heinrichsdorf) führt eine Nebenstraße nach Jędrychowo.
Eine Anbindung an den Bahnverkehr besteht nicht.

## Verweise